# Juggernaut (còmic)
Juggernaut, Cain Marko, és un personatge de ficció de còmic, un superdolent de força sobrehumana i gairebé invulnerable dels còmics Marvel. Fou creat per Stan Lee i Jack Kirby. Va aparèixer per primera vegada a Uncanny X-Men vol. 1 #12 (juliol del 1965). Germanastre del Professor X, aquest criminal i antic mercenari, que deu els superpoders a la gemma de Cyttorak, és un dels enemics jurats dels X-Men.
El superdolent ha aparegut diverses vegades a l'Univers cinematogràfic de Marvel (MCU)ː primer a la pel·lícula del 2006 X-Men: La decisió final, interpretat aleshores pel futbolista i actor britànic Vinnie Jones, mentre que el 2024 a Deadpool & Wolverine l'interpreta el culturista, lluitador i actor Aaron W. Reed.

## Biografia de ficció
Nascut a Berkeley, Califòrnia. Fill de Kurt Marko (mort) i Marjory Marko (morta), fou adoptat per Sharon Xavier Marko (morta), de qui era fill Charles Xavier (germanastre). Juggernaut és un gegant pel-roig d'ulls blaus de més de dos metres (2,08 m) i amb un pes de 408 kg. Normalment duu un casc forjat d'un metall místic desconegut, probablement de la dimensió de Cyttorak. Amb aquest casc Caín és capaç de resistir amb èxit qualsevol classe d'atac psíquic contra la seva ment. Fa poc, es va construir un bonet amb les restes del metall utilitzat per fabricar el casc i se'l va posar sota del casc. El resultat, era que si algú aconseguia treure-li el casc, el bonet li continuaria atorgant aquella protecció. Posseeix una força sobrehumana de classe 100, per la qual cosa pot aixecar unes 100 tones de pes. Es diu que és imparable i, per tant, és possible que pugui augmentar aquest nivell de força si així el requereix.

## Publicacions destacades
Esdeveniments destacats i el còmic on s'han publicat.
| Esdeveniment                                     | Sèrie                      | Als numeros | Any  |
| ------------------------------------------------ | -------------------------- | ----------- | ---- |
| Primera batalla contra els X-Men                 | X-Men                      | 12          | 1965 |
| Primera batalla contra Hulk                      | Incredible Hulk            | 172         | 1974 |
| Primera aliança amb Black Tom                    | X-Men                      | 101         | 1976 |
| Primera batalla amb SpiderMan                    | Amazing Spider-Man         | 229 al 230  | 1982 |
| Primera batalla amb Thor                         | Thor                       | 411 al 412  | 1989 |
| Transportat a un univers alternatiu              | Wolverine                  | 93          | 1995 |
| Retorn a l'univers d'origen                      | All New Exiles             | 5           | 1996 |
| Onslaught el deixa atrapat a Ruby                | X-Men Unlimited            | 12          | 1996 |
| Es fa membre dels Exemplars                      | Thor                       | 17          | 1999 |
| Traïció als d Exemplars                          | Juggernaut: The Eighth Day | 1           | 1999 |
| Busca l'ajut dels Venjadors contra els Exemplars | Avengers                   | 24 al 25    | 2000 |
| Treballa per CSA                                 | X-Men Forever              | 6           | 2001 |
| Amb els X-Men, contra Black Tom                  | Uncanny X-Men              | 410 al 412  | 2002 |
| Es fa membre dels X-Men                          | Uncanny X-Men              | 425         | 2003 |
| Es fa membre dels nous Excàlibur                 | New Excalibur              | 5           | 2006 |